# アドルフ・フリードリヒ・ツー・メクレンブルク
アドルフ・フリードリヒ・アルブレヒト・ハインリヒ・ツー・メクレンブルク（ドイツ語: Adolf Friedrich Albrecht Heinrich Herzog zu Mecklenburg [-Schwerin], 1873年10月10日 - 1969年8月5日）は、ドイツのアフリカ探検家、植民地政治家。ドイツ領トーゴラント総督（在任：1912年 - 1914年）。第一次世界大戦末期の1918年11月、バルト連合公国の元首に推戴されたが、ドイツの敗戦により君臨・統治は叶わなかった。後にドイツ・オリンピック委員会（DOA）会長（在任：1948年 - 1949年）、ドイツ国民オリンピック委員会（NOK）初代会長（在任：1949年 - 1951年）を務めた。

## 生涯
メクレンブルク＝シュヴェリーン大公フリードリヒ・フランツ2世とその3番目の妻であるシュヴァルツブルク＝ルードルシュタット侯女マリーの間の次男として生まれた。父にとっては7番目の息子である。
アドルフ・フリードリヒは1907年から1908年にかけ、中央アフリカ地溝の調査探検を行い、アフリカ大陸を横断した。1908年にはライプツィヒ地理学協会より「エドゥアルト・フォーゲル賞」を授与されている。アドルフ・フリードリヒが調査探検とトーゴ滞在で持ち帰った昆虫のコレクションは、現在はベルリンのフンボルト博物館とフランクフルト・アム・マインのゼンケンベルク自然博物館で保管されている。
1910年から1911年にかけ、アドルフ・フリードリヒはチャド湖、コンゴ盆地北部の諸河川、現在のスーダンに当たるナイル川流域を踏査した。彼とその随行員は、それまでほとんど知られていなかったコンゴ川支流沿いの原生林地域や、チャド湖盆地を調査した。分隊の一つはナイル川上流近くのバール・エル・ガザール川まで進み、他の諸分隊はカメルーン南部やギニア湾の諸島へ向かった。この探検旅行について執筆した著書『Vom Kongo zum Niger und Nil（コンゴからニジェール、ナイルへ）』は、探検書として今日に至るまで高い評価を得ている。
1912年から1914年まで、アドルフ・フリードリヒはドイツ領西アフリカの一部であるトーゴラントの最後の総督を務めた（この縁により、1960年にトーゴが独立した際の公式記念式典に招待されている）。
第一次世界大戦中、アドルフ・フリードリヒはオーストリア＝ハンガリー帝国軍に勤務するなどしていた。1918年11月5日、ドイツ占領下のバルト海沿岸地域において、アドルフ・ピラール・フォン・ピルヒャウ男爵を首班とする全バルト地域暫定摂政委員会が発足した。暫定摂政委員会は中世のリヴォニア連盟が存在した領域（現在のエストニア、ラトビアに相当）にバルト連合公国を建国することを提案した。この国家構想では、同公国は7つの県に分けられ、首都はリガに置かれるとされていた。この傀儡国家の元首にはアドルフ・フリードリヒが選ばれたが、彼に何らかの役割が与えられることは無く、新たに発足した摂政委員会が統治を行うとされた。しかし、バルト連合公国はドイツ帝国以外に承認国も無いまま、1918年11月28日には消滅した。
第一次世界大戦後、アドルフ・フリードリヒはドイツ植民地団体（DKG）の副総裁を務めた。同じくアフリカ植民地政策に関わっていた異母兄のヨハン・アルブレヒトが、1895年から1920年まで同団体の総裁を務めていた。
1926年から1956年まで国際オリンピック委員会のメンバーであり、また1948年から1949年まではドイツ・オリンピック委員会の、1949年から1951年まではドイツ国民オリンピック委員会の会長を務めた。
アドルフ・フリードリヒは1917年4月24日にゲーラにおいて、弟系ロイス侯ハインリヒ27世の娘フェオドラと結婚した。フェオドラは一人娘ヴォイツラヴァ＝フェオドラ（1918年 - 2019年）を出産した直後に亡くなった。ヴォイツラヴァは1939年にロイス＝ケストリッツ侯子ハインリヒ1世と結婚している。アドルフ・フリードリヒは1924年10月25日に、異母兄ヨハン・アルブレヒトの未亡人であるシュトルベルク＝ロスラ侯女エリーザベト（1885年 - 1969年）と再婚した。
1969年にオイティーンで死去し、直後に死去したエリーザベトと共にラッツェブルクの大聖堂に葬られた。

## 著作

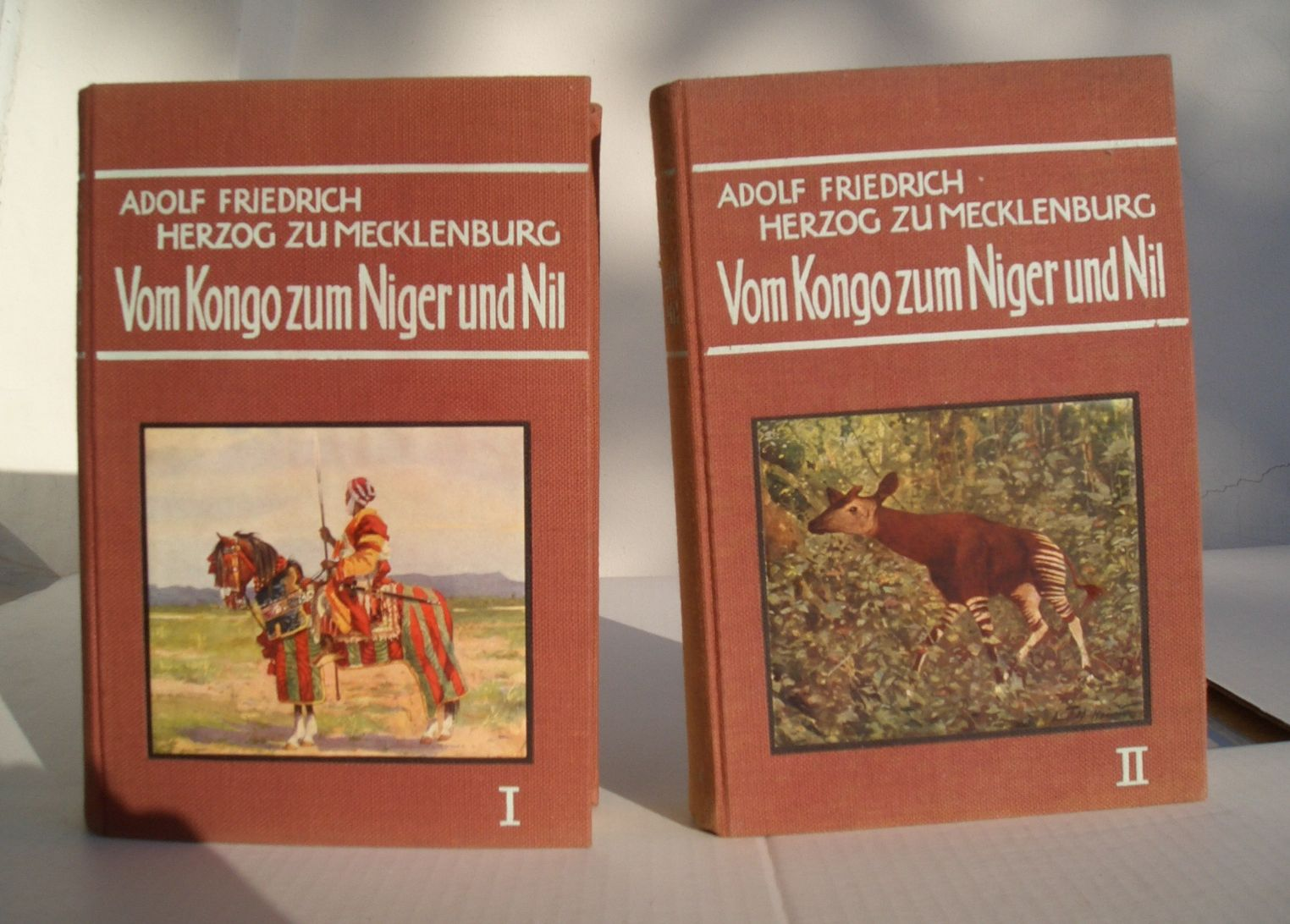
代表的著書『Vom Kongo zum Niger und Nil』1912年、初版

- Ins innerste Afrikas. Leipzig, 1909. Translated into English as In the Heart of Africa. London: Cassell, 1910. vol. 1, vol. 2, vol. 3.
- Vom Kongo zum Niger und Nil. Leipzig:  F.A. Brockhaus, 1912. Translated into English as: From the Congo to the Niger and the Nile: An Account of the German Central African Expedition of 1910-1911. London: Duckworth, 1913. vol. 2.
- Wissenschaftliche Erlebnisse der Deutschen Zentral-Afrika-Expedition unter Führung Adolf Friedrichs, Herzog zu Mecklenburg. Leipzig, 1922. vol. 2, vol. 4, vol. 5, vol. 7.